# 福原英樹
福原 英樹（ふくはら ひでき、1991年12月31日 - ）は、日本の俳優。神奈川県出身。

## 略歴
大学在学時に活動開始
エレクトロラックス　掃除機WebCM　高校球児役で出演　（2016）
映画・ドラマ・舞台等出演歴あり。
2018年10月4日から2022年4月3日まで1269日SHOWROOMで毎日配信を継続した。
2020年4月1日からTikTokで毎日投稿を開始。
Tiktokフォロワーは44万人（2024.03.22現在）　Tiktok名義は　ひでき
Instagramフォロワー1万人到達（2022.12.21）
2022年3月28日　福原英樹Official Fanclub「ひできの教室」開設
2022年6月16日　公式LINE「ひでき【俳優】」　開設

## 人物
4人兄弟の末っ子（兄・兄・姉）。姉は元Popteenモデルのおかりえ。
中高の数学の教員免許を持っている。
好きな言葉は「継続は力なり」。
アニメ・ゲームが好き。
野球が好きで現在も草野球チームに所属して野球をしている。
千葉ロッテマリーンズのファン

## 出演

### 映画
- 「君と違う空は見たくない」長濱勇太監督作品　2016.02.06
- 「誰もがみんな幸せなら」主演　日芸放送学科卒博2016 石橋弘毅監督作品　2016.03.20
- 「僕が決める道」主演　新宿K'sシネマ　Movies-High16 若菜滋子監督作品　2016.07.16-07.22
- 「隠し撮り」Movies-High19 林正春監督作品　2019.07.07
- 「織田同志会　織田征仁」[3]　2020.08
- 「YUZUKI OF THE DEAD」[4]2020.08.29
- 「記念撮影」[5]主演 長堀秋斗役　2022.06.04

### テレビ・ドラマ
- 「トットてれび」4話　NHK 2016.04.21　（一挙再放送2017.08.19）
- 「ゴーちゃん。Lab.」テレビ朝日　2016.08.28 番組内インフォマーシャル（オートバックス）
- スペシャルドラマ「LEADERS Ⅱ[6]」TBS 2017.03.26
- 日本映画専門ｃｈ ダンスウィズミー公開記念ＳＰ 矢口史靖の「映画の常識、それほんと！？」[7] 2019.07.15 /2019.09.07
- BS-TBSにっぽん！歴史鑑定「日本を開国に導いた男　ジョン万次郎の生涯」　ジョン万次郎役　2019.07.29
- 「１５ビョーーーン～延長戦～　【まだまだ続く！世界一短いお笑いネタバトル】」テレビ東京 2021.06.06 [8]

### 舞台
- 劇団ドガドガプラス公演「赤と黒2014情熱大陸編」　2014.08.22-.08.31
- 蛇足 a theater　オムニバス「ミテミ」主演　絵空箱　2016.02.21
- ストレイドッグ「映像都市」　2016.10.12-10.16
- 「DONZOKO」萬劇場　2017.03.15-03.19
- いちの壱旗揚げ公演「白虎隊～獅子たちの什の掟」　2017.10.4-10.09
- 「炎龍の剱」　2018.01.05-01.08
- 「大正浪漫に踊る～天空を翔るハイカラ姫たち」　2018.05.30-06.03
- 「白虎隊～獅子たちの什の掟」[9]　渋谷伝承ホール　2018.09.27-09.30
- 「病室より愛をこめて3〜望郷じょんから節」 シアター代官山 2018.11.14-11.18
- 「告白（仮）」　APOCシアター　2019.02.15-02.17
- 「デーモンクライ」　三栄町LIVE STAGE　2019.12.11-12.17
- 「オーリョーをさがせ!!」　高田馬場ラビネスト　2020.03.05-03.08
- 「喜劇　浅草の陽気な女房たち」　渋谷伝承ホール　2020.09.09-09.13
- 宇宙食堂「スペースデブリっ娘」[10]　吉祥寺シアター　2021.04.22-04.26
- 「ミッション・イン東京物語」シブゲキ  2021.06.23-06.27
- 「タラレバ![11]」中野HOPE  上矢耕作役 2021.10.23-10.31
- 舞台「D.C.III 〜ダ・カーポIII〜君と旅する時の魔法」ニッショーホール 江戸川耕助役 2021.11.17 - 11.21[12]
- Bobjack Theater vol.26「ロング・グッドバイ 〜ノッキンオンアナザードア〜[13]」池袋・シアターKASSAI  小畑久太郎役 2021.12.22-12.31
- 「戦国送球〜バトルボールズ〜」シブゲキ 宮野大樹役 2022.02.27
- 劇団シアターザロケッツ第十三回本公演「恋はカットがかかるまで」シアターアルファ東京　的場利一役　2022.03.16-03.21
- 舞台「ヨツバニオドレ」渋谷伝承ホール　阿藤良一・アトソン役　2022.05.06-05.07
- 劇団シアターザロケッツ　プロデュース公演vol.7「両家顔合わせ」中野ザ・ポケット　小坂慎之介役　2022.06.15-06.19
- 蜂巣和紀プロデュース公演　「B級グルメフェスティバル」ステージカフェ下北沢亭　2022.07.07-07.10
- 盆栽サイダー第三回公演「銀幕ボイス」小山扇太郎役　東京公演（上野ストアハウス）2022.09.07-09.12    大阪公演（インディペンデントシアター2nd）2022.09.23-09.25
- 即興劇「天竺生地　vol.1」バルスタジオ　2022.10.01
- Bobjack Theater vol.27「幸福レコード2022 〜世界の終わりに願うのは祈りにも似たハッピーエンド〜」TACCS1179  水島泳児役　2022.12.21-12.25
- 即興劇「天竺生地　vol.2」バルスタジオ　2023.01.28
- ＆4第三回公演「それでは誓いのキスを」シアター風姿花伝　2023.02.21-02.26 主演
- 即興劇「天竺生地　vol.3」バルスタジオ　2023.03.05
- 劇団バルスキッチン第24回公演「どぎまぎメモリアル」バルスタジオ　2023.03.21-03.26
- 舞台「D.C.III 〜ダ・カーポIII〜ミライへの伝言」飛行船シアター 江戸川耕助役 2023.04.19-04.24
- Bee×Piiぷろでゅーす「Heyばあちゃん！テレビ点けて！」新宿スターフィールド　田所翼役　2023.06.28-.07.02
- 朗読劇　&4番外公演「ハレロヨ！」APOCシアター -主演・浮田晴役 　2023.07.14-07.16
- 劇団シアターザロケッツプロデュース公演vol.8「佐山家シンフォニア〜夏〜」テアトルBONBON - 依田幹治 役 2023.08.23-09.03
- ＆4プロデュース公演「創物語」中野坂上TKJシアター　2023.09.20-09.24
- 即興劇「天竺生地　vol.6」　ブルースクエア四谷　2023.10.01
- 劇団シアターザロケッツ第十六回公演「うちの担任絶対スパイ」 六行会ホール　-蔵田美童役　2023.10.18-10.22
- 劇団バルスキッチン第30回公演「歌舞伎町シュガーナイト2023」バルスタジオ　-MASASHI役　2023.11.01-11.05
- ベースボールファイターズ2024 新宿村LIVE 　-上石神井透役 2024.01.17-01.21
- 舞台「どうか、白き雷を」萬劇場　-松平容保役 2024.02.14-02.18
- 即興劇イベント「リベルテvol.26」 2024.03.02
- 即興劇「天竺生地　vol.9」　池袋GEKIBA　2024.03.30
- ＆4第四回公演「結びの言葉」コフレリオ新宿シアター　2024.04.24-04.29
- 舞台「学園探偵薔薇戦士～痴漢退治はお任せあれ～」中野ポケット 古賀康介役　2024.06.12-06.16舞台
- E-stage Topiaプロデュース「Zodiac Candy~Summer Drops~」テアトルBONBON　2024.07.10-07.14
- 「ナイン」すみだパークシアター倉　2024.08.21-08.25 主演・松田役
- 劇団バルスキッチン第36回公演 第36回池袋演劇祭参加作品[注釈 1]「商店街グランドリオン」シアターグリーン BIG TREE THEATER　2024.09.11-09.16
- 演劇集団Bobjack Theater 第28回本公演「私たちはまだまだ平気」上野ストアハウス 2024.12.18-12.22[15]
- 人狼 ザ・ライブプレイングシアター「人狼TLPT O Ⅵ CRUISE」シアター風姿花伝 2025.05.02-05.11[16]

### CM・広告
- C「商店街グランドリオン」M エレク舞台「Zodiac Candy~Summer Drops~」2024.07.10-07.14舞台「」トロラックス　掃除機のWebCMに高校球児役として出演[17]
- 広告 マッハバイト Tiktok内広告 [18]
- PR バイトル バイトル選手権Tiktok公式投稿[19]
- 広告 メンズクリア Tiktok内広告 2021.08.07~
- MV  田中龍志&Ryo 「ハナショウブ」MV主演　2022.04.16

### その他
- 配信　ぷちFM897 すみだリヴァー「村井健太郎のムラケンTime」2017.09.24
- youTube 「日曜日の魔女たち」2017.09.11
- YouTube 「売名ステーション」[20]2021.01.29
- イベント 「VACCINE」　オンラインイベント[21]　2021.02.14
- YouTube 「おかりえ」2021.02.25,2021.02.27
- Twitter 「ぱぁすけチャレンジ【公式】」の歌のお兄さん 2021.06.24
- YouTube 「ぱぁすけチャンネル」の歌のお兄さん 2021.08.08~
- イベント 「福原英樹 1on1 オンラインオフ会」2021.08.22-08.23
- 配信 「SHOWROOMお正月特番」ゲスト出演2022.01.03
- イベント 「福原英樹 1on1 オンラインオフ会vol.2〜バレンタインスペシャル〜」2022.02.13-02.15
- YouTube　「ハンドシアター　YouTubeの映画館」ショートホラー「匂い[22]」出演　2022.04.19
- YouTube 　「ハンドシアター　YouTubeの映画館」ショートホラー「隣人の物音[23]」出演　2022.04.29
- YouTube　「ハンドシアター　YouTubeの映画館」ショートホラー「ノイローゼ[24]」出演　2022.05.03
- YouTube 　「ハンドシアター　YouTubeの映画館」ショートホラー「貸してください[25]」出演　2022.05.06
- 個人撮影会　2022.08.22
- イベント　「あすまいフェスvol.6〜ハロウィン〜」2022.10.29 劇場ビット
- イベント　「QUiiiiNTETTO」2022.11.19-11.20 新宿44ファンタジーホール
- YouTube　「ハンドシアター　YouTubeの映画館」ショートホラー「イマジナリーフレンド」出演　2022.11.22
- YouTube　「ハンドシアター　YouTubeの映画館」ショートホラー「カギ」出演　2022.11.25
- ラジオ　「オフィス・イヴのYouTube研究室！」渋谷クロスFM　ゲスト出演　2022.11.30
- 生配信ドラマ　ハンドシアター 2022.12.19
- YouTube 　生配信番組「バラッチェ」2022.12.28
- webメディア　「Vitamin Day」2023.01.02
- イベント　「なおりくの遊び場 vol.2 〜遊び場、今回は新年会」2023.01.07　バルスタジオ
- イベント　「ひできとあつしのお誕生日会」2023.01.08　446シェアスペ karaoke space
- YouTube　「ハンドシアター　YouTubeの映画館」ショートホラー「夢」出演　2023.01.10
- YouTube　「ハンドシアター　YouTubeの映画館」ショートホラー「告白」出演　2023.01.17
- YouTube　「ハンドシアター　YouTubeの映画館」ショートホラー「ステーキ」出演　2023.01.24
- YouTube　「ハンドシアター　YouTubeの映画館」ショートホラー「ばみり」出演　2023.01.31
- イベント　「ipponyari Noa birthday event 2023」2023.03.04 ゲスト出演　スペースM＆A
- イベント「それでは誓いのキスをアフタートークイベント」2023.03.09 シアターかざあな
- YouTube　「ハンドシアター　YouTubeの映画館」ショートホラー「浮気」出演　2023.03.10
- イベント「どぎまぎメモリアル　バトンタッチイベント」2023.04.01 バルスタジオ
- 個人撮影会　2023.05.07
- イベント「ひできのオフ会」2023.05.28　AXIS
- ＆4『ハレロヨ!アフタートークイベント』（2023年7月17日　APOCシアター）
- 個人撮影会 　2023.08.04-08.05
- ＆4忘年会　2023.12.29 TKJホール
- イベント「IpponyariNoa 21th BirthDay Event」2024.02.24 スペースM＆A
- 青春バライティイベント「School STAGE」2024.04.07 中目黒ウッディシアター
- 結びの言葉アフターイベント 2024.05.04　中野あくとれ
- 個人撮影会　2024.05.26
- イベント「湯本と松川（仮）」2024.06.30